# Crustulina albovittata
Crustulina albovittata är en spindelart som först beskrevs av Tord Tamerlan Teodor Thorell 1875.  Crustulina albovittata ingår i släktet Crustulina och familjen klotspindlar.
Artens utbredningsområde är Ukraina. Inga underarter finns listade i Catalogue of Life.